# Cinderella's Eyes
Cinderella's Eyes è l'album di debutto in qualità di solista della cantante pop britannica Nicola Roberts, pubblicato il 26 settembre 2011 dalle etichette discografiche A&M Records e Polydor.
Il disco, primo lavoro da solista della cantante dopo dieci anni di attività con il suo gruppo di origine, le Girls Aloud, è stato pubblicato in un periodo di pausa delle attività del gruppo. È stato anticipato dai singoli Beat of My Drum e Lucky Day, a cui è seguito, durante l'autunno 2011, Yo-Yo. Contiene una cover del brano Everybody's Got to Learn Sometime, reso famoso nel 1980 dai The Korgis.
L'album è stato prodotto principalmente da Dimitri Tikivoi con collaborazioni con i Diplo, i Traxstarz, i Metronomy, e il gruppo The Invisible Men.

## Tracce
CD (A&M / Polydor 277 406-5 (UMG) / EAN 0602527740652)
1. Beat of My Drum – 2:57 (Dimitri Tikivoi, Wesley Pentz, Nicola Roberts, Maya von Doll)
2. Lucky Day – 3:23 (Martina Sorbara, Nicola Roberts, Daniel Groome Kurtz)
3. Yo-Yo – 3:26 (Dimitri Tikivoi, Nicola Roberts, Maya von Doll)
4. Cinderella's Eyes – 3:33 (Dimitri Tikivoi, Nicola Roberts, Maya von Doll)
5. Porcelain Heart – 3:49 (Dave McCracken, Dimitri Tikivoi, Nicola Roberts, Maya von Doll)
6. I – 3:39 (Joseph Mount, Nicola Roberts)
7. Everybody's Got to Learn Sometime – 3:38 (James Edward Warren)
8. Say It Out Loud – 4:34 (The Invisible Men, Nicola Roberts, Friends Electric)
9. Gladiator – 2:59 (Dimitri Tikivoi, Nicola Roberts, Maya von Doll)
10. Fish Out of Water – 4:38 (Joseph Mount, Nicola Roberts)
11. Take a Bite – 3:16 (Miranda Cooper, Brian Higgins, Tim Powell, Nick Coler, Lisa Cowling)
12. Sticks + Stones – 3:55 (Dimitri Tikivoi, Nicola Roberts, Maya von Doll)

Durata totale: 43:47

## Classifiche
| Classifica (2011) | Posizione raggiunta |
| ----------------- | ------------------- |
| Irlanda           | 48                  |
| Regno Unito       | 17                  |